# Matt Kuchar
Matthew Gregory „Matt“ Kuchar (* 21. Juni 1978 in Winter Park, Florida) ist ein US-amerikanischer Profigolfer der PGA Tour.

## Leben und Karriere

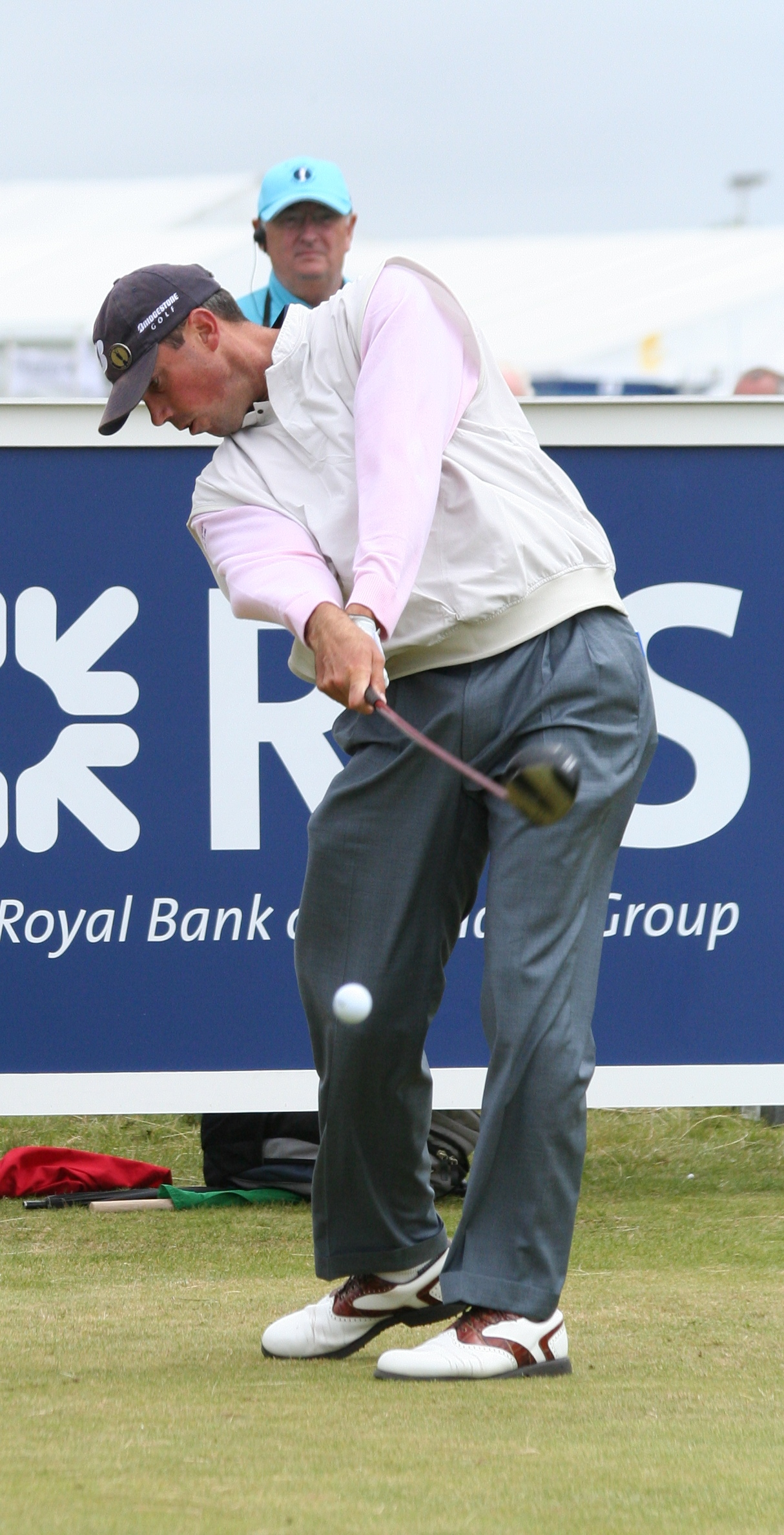
Kuchar beim British Open 2008

Der Absolvent der Georgia Tech gewann 1997 die U.S. Amateur Championship und war 1998 bester Amateur sowohl beim Masters als auch bei den US Open. Kuchar wurde im Jahre 2000 Berufsgolfer und spielte zunächst auf der Nationwide Tour. Nachdem er sich für die PGA Tour hatte qualifizieren können, gewann er 2002 sein erstes Turnier, die Honda Classic. 2006 musste er zurück zur Nationwide Tour, erwarb sich jedoch durch einen zehnten Platz in der Saisonwertung wieder die Spielberechtigung für die PGA Tour. Es folgten weitere Turniersiege und am Ende der Saison 2010 war er Führender der money list und wurde mit der Vardon Trophy ausgezeichnet. Den bislang wertvollsten Erfolg feierte Kuchar im Mai 2012 mit dem Gewinn der Players Championship.
Kuchar spielte im Team der USA beim Ryder Cup 2010 und Ryder Cup 2012. Mit Spielpartner Gary Woodland gewann er im November 2011 den World Cup für die USA. 2016 gewann er die Bronzemedaille bei den Olympischen Sommerspielen in Rio de Janeiro.
Kuchar ist verheiratet und hat zwei Söhne.

## Spielweise
Matt Kuchar ist hinsichtlich der Weite und Platzierung seiner Drives und der Qualität der Putts eher durchschnittlich, stark ist aber sein Spiel mit den Eisen und den Wedges.
Er weist eine Besonderheit in seiner Pre-Shot-Routine auf: Er setzt – wie üblich – vor dem Schlag den Schlägerkopf hinter dem Ball auf den Boden, „kippt“ dann aber mit dem ganzen Körper leicht nach hinten, so dass sich der Schlägerkopf in der Luft befindet, und holt dann zum Schlag aus. Ebenfalls sehr auffällig ist seine Putttechnik und das dazugehörige Material: Kuchar verwendet einen langen Putter, den er aber nicht am Bauch oder dem Brustbein verankert, sondern den er an seinem linken Unterarm bei ansonsten konventionellem Griff anlegt. Das macht eine sehr starke Kröpfung des Putterschafts am unteren Ende notwendig, um die Schlagfläche in den richtigen Winkel zum Ball zu bringen.

## PGA-Tour-Siege (9)
- 2002 Honda Classic
- 2009 Turning Stone Resort Championship
- 2010 The Barclays
- 2012 The Players Championship
- 2013 WGC-Accenture Match Play Championship, Memorial Tournament
- 2014 RBC Heritage
- 2018 Mayakoba Golf Classic
- 2019 Sony Open in Hawaii

## Andere Turniersiege
- 2006 Henrico County Open (Nationwide Tour)
- 2011 CVS Caremark Charity Classic (mit Zach Johnson), Omega Mission Hills World Cup (mit Garry Woodland)
- 2013 Franklin Templeton Shootout (mit Harris English)
- 2015 Fiji International1 (PGA Tour of Australasia)
- 2016 Franklin Templeton Shootout (mit Harris English)
- 2018 Hero Challenge (PGA-European-Tour-Rahmenprogramm)

## Resultate bei Major Championships
| Turnier           | 1998   | 1999 | 2000 | 2001 | 2002 | 2003 | 2004 | 2005 | 2006 | 2007 | 2008 | 2009 |
| ----------------- | ------ | ---- | ---- | ---- | ---- | ---- | ---- | ---- | ---- | ---- | ---- | ---- |
| Masters           | T21 LA | T50  | DNP  | DNP  | CUT  | DNP  | DNP  | DNP  | DNP  | DNP  | DNP  | DNP  |
| US Open           | T14 LA | CUT  | DNP  | DNP  | CUT  | DNP  | DNP  | CUT  | CUT  | DNP  | T48  | CUT  |
| Open Championship | CUT    | DNP  | DNP  | DNP  | CUT  | DNP  | DNP  | DNP  | DNP  | CUT  | CUT  | CUT  |
| PGA Championship  | DNP    | DNP  | DNP  | DNP  | CUT  | DNP  | DNP  | DNP  | DNP  | DNP  | DNP  | CUT  |

| Turnier           | 2010 | 2011 | 2012 | 2013 | 2014 | 2015 | 2016 | 2017 | 2018 | 2019 |
| ----------------- | ---- | ---- | ---- | ---- | ---- | ---- | ---- | ---- | ---- | ---- |
| Masters           | T25  | T27  | T3   | T8   | T5   | T46  | T24  | T4   | T28  | T12  |
| PGA Championship  | T10  | T19  | CUT  | T22  | DNP  | T7   | CUT  | T9   | CUT  | T8   |
| US Open           | T6   | T14  | T27  | T28  | T12  | T12  | T46  | T16  | CUT  | T16  |
| Open Championship | T27  | CUT  | T9   | T15  | T54  | T58  | T46  | 2    | T9   | T41  |

LA = Low amateur (Bester Amateur)

DNP = nicht teilgenommen

CUT = Cut nicht geschafft

T=  geteilte Platzierung

Grüner Hintergrund für Siege

Gelber Hintergrund für Top 10

## Teilnahme an Mannschaftswettbewerben
- Ryder Cup: 2010, 2012, 2014, 2016 (Sieger)
- Presidents Cup: 2011 (Sieger), 2013 (Sieger), 2015 (Sieger)
- World Cup: 2011 (Sieger), 2013